# سر آسیا
سَرِ آسیا (به ازبکی: Sariosiyo) یک منطقهٔ مسکونی در ازبکستان است که در شهرستان سَرِ آسیا واقع شده‌است. سر آسیا ۱۴٬۳۰۰ نفر جمعیت دارد.